# Ramen 1-3
De panden Ramen 1–3 zijn twee voormalige patriciërshuizen aan de Ramen in Hoorn. De panden staan op de plek waar voor het midden van de 17e eeuw de tempel der Contraremonstranten en een armen-weeshuis stonden. Dit weeshuis zou in 1620 gesticht zijn en werd in 1638 opgeheven, vanwege een geldgebrek. Een van de twee woningen, het linker, was van burgemeester Albert Coningh, het rechter van Pieter van Avenhorn.
Zo'n dertig jaar van de 19e eeuw heeft Lucas Stokbroo in het rechter pand zijn privémuseum gevestigd. Dit museum was ook buiten Hoorn bekend. Bij zijn bezoek aan Hoorn bezocht Willem II ook dit museum. In 1867 kochten de kerkbesturen van Sint Cyriacus en Sint Franciscus het pand na de dood van Stokbroo. Het pand werd verbouwd naar ontwerp van Adrianus Bleijs, zodat de liefdezusters van het huis van "Onze Lieve Vrouw van den Berg Carmel" zich er in konden vestigen. Daarnaast kwamen er een armen- bewaarschool en avond naai- en breischool in.
In 1873 kocht Johannes Bleijs een pand aan en verbouwde dit tot een jongensschool. Vijf jaar later waren de beide panden in bezit van de parochie Heilige Cyriacus en werden ze gebruikt als katholieke meisjesschool. In 1909 werd het rechterdeel van het pand gesloopt en opnieuw opgebouwd, ditmaal naar ontwerp van P. Snel. Voor de bouw van het missiehuis aan de Berkhouterweg, gebruikte de missie van Mill Hill het complex tussen 1925 en 1929 als missiehuis. Hierna werd het complex gebruikt als kleuterschool en woonruimte voor de nonnen die er lesgaven.
In 1970 heeft de gemeente Hoorn de panden opgekocht, 12 jaar later restaureerde de Stichting Stadsherstel de panden. Er werden 17 kamers in gebouwd voor jongerenhuisvesting, Intermaris Woondiensten beheert de gebouwen. Het pand op nummer 1 heeft rondom de entree snijwerk in Rococo-stijl. In het bovenlicht van de toegangsdeur is het monogram geplaatst van Cornelis van der Straten.
In 2019 werd een grootschalig archeologisch onderzoek achter het pand gedaan. Hierbij werd ook een deel van de inventaris van het museum van Stokbroo teruggevonden. Waaronder glazen schijven uit Venetië en kleine voorwerpen (rariteiten) uit het museum.